# Кейп-Эрид
Кейп-Эрид (англ. Cape Arid National Park) — национальный парк в штате Западная Австралия, расположенный в 731 км к юго-востоку от столицы штата Перта. Парк расположен в 120 км к востоку от Эсперанса и находится на берегу южного побережья штата от восточной оконечности архипелага Речёрч. Залив на его восточной стороне — это залив Израэлит, место, которое часто упоминается в сводках погоды Бюро метеорологии как географический маркер. Западная оконечность мыса — залив Герцога Орлеанского. Площадь парка составляет 42,66 км².
Береговая линия парка определяется сибственно мысом Эрид, заливом Сэнди-Байт и, далее на восток, мысом Пэсли.

## История
Первым европейцем, открывшим эту местность, был французский адмирал Брюни Д’Антркасто в 1792 году, который назвал местность фр. Cap Aride («сухой мыс»). Мэтью Флиндерс перевёл название на английский язык в 1802 году, и мыс получил своё название по этой особенности.
Первые пастбища появились в этом районе в 1870-х годах и руины усадеб, плотин и зданий, а также могилы можно до сих пор увидеть недалеко от Пайн-Хилл и Томас-Фишери. Китобойный промысел в заливе проводился Томасом Шерраттом в 1870-х годах. Джон Томас также, похоже, в 1860-х годах занимался промыслом китов в заливе у Томас-Фишери.

## География
Район состоит из песчаных пляжей и скалистых мысов на юге с невысокими гранитными холмами, простирающимися на север и соединяющимися с зубчатым хребтом Рассела, который в основном состоит из докембрийского кварцита. Самая высокая точка парка — расположенный в пределах хребта Тауэр-Пик, высота которого достигает 594 м. Восточная граница парка соединяется с западной стороной заповедника Нуйтсланд. Холмы окружают песчаные равнины, богатые флорой.
- Побережье
- Устье реки Томас
- Хребет Рассела

## Фауна
В парке существует большое разнообразие сред обитания, поддерживающих большое разнообразие флоры и фауны. Парк является важным местом обитания птиц в Западной Австралии. Здесь обитает более 160 видов птиц, в том числе находящихся под угрозой исчезновения и находящихся под строгой охраной. Среди птиц, обитающих в парке: попугай Pezoporus flaviventris, австралийская выпь, белохвостый траурный какаду и куриный гусь.
Фауна парка включает перчаточного валлаби, малого бандикута, крысу Rattus fuscipes, множество мелких сумчатых хищников и множество рептилий и земноводных.
Считается, что здесь обитает редкий примитивный вид муравьев Nothomyrmecia macrops.

## Флора
Растительность, встречающаяся в парке, в основном находится на молодых дюнных системах, которые имеют большие сообщества прибрежной эвкалиптовой пустоши с небольшими экосистемами эвкалипта Eucalyptus cornuta, банксии, чайных деревьев и кустарниковых явкалиптов. Возле горы Рэггед произрастают различные виды орхидей и папоротников, в том числе небольшая популяция кустарника Anthocersis viscosa.

## Туристические маршруты
В парке проложено множество пешеходных маршрутов, в том числе т. н. природная тропа Лен-Отте, прибрежная тропа Тагон, пешеходная тропа Буленуп и прогулки по горам Рэггед и Эрид. Самый доступный кемпинг находится на реке Томас с обычным подъездом, барбекю, туалетами и резервуарами для воды. В другие кемпинги можно добраться только на полноприводных автомобилях.